# Frøslev (Stevns Kommune)
Frøslev ist ein kleiner Ort in der Stevns Kommune auf der dänischen Insel Seeland mit weniger als 200 Einwohnern. Der Ort liegt etwa 5 km südwestlich von Store Heddinge und etwa 2 km nördlich von Boestofte.
Die Kirche der Ortschaft wurde im 12. Jahrhundert errichtet und in den folgenden Jahrhunderten erweitert.